# Rue Ferrus
Pour les articles homonymes, voir Ferrus.
La rue Ferrus est une voie située dans le quartier du Parc-de-Montsouris du 14e arrondissement de Paris, en France.

## Origine du nom
Elle doit son nom au médecin aliéniste français, Guillaume Marie André Ferrus (1784-1861), en raison de son voisinage avec l'hôpital Sainte-Anne.

## Historique
Cette ancienne voie de la commune de Gentilly, qui aboutissait autrefois à la ferme Sainte-Anne, est présente sur le plan de Verniquet de 1790, sous le nom de « chemin de la Maison de Santé ».
Rattachée à la voirie de Paris en 1863, sous le nom de « avenue Sainte-Anne » et « avenue de la Santé », la rue prend son nom actuel le 24 août 1864.

## Bâtiments remarquables et lieux de mémoire
- La rue débouche sur l'hôpital Sainte-Anne, à la jonction avec la rue Cabanis.

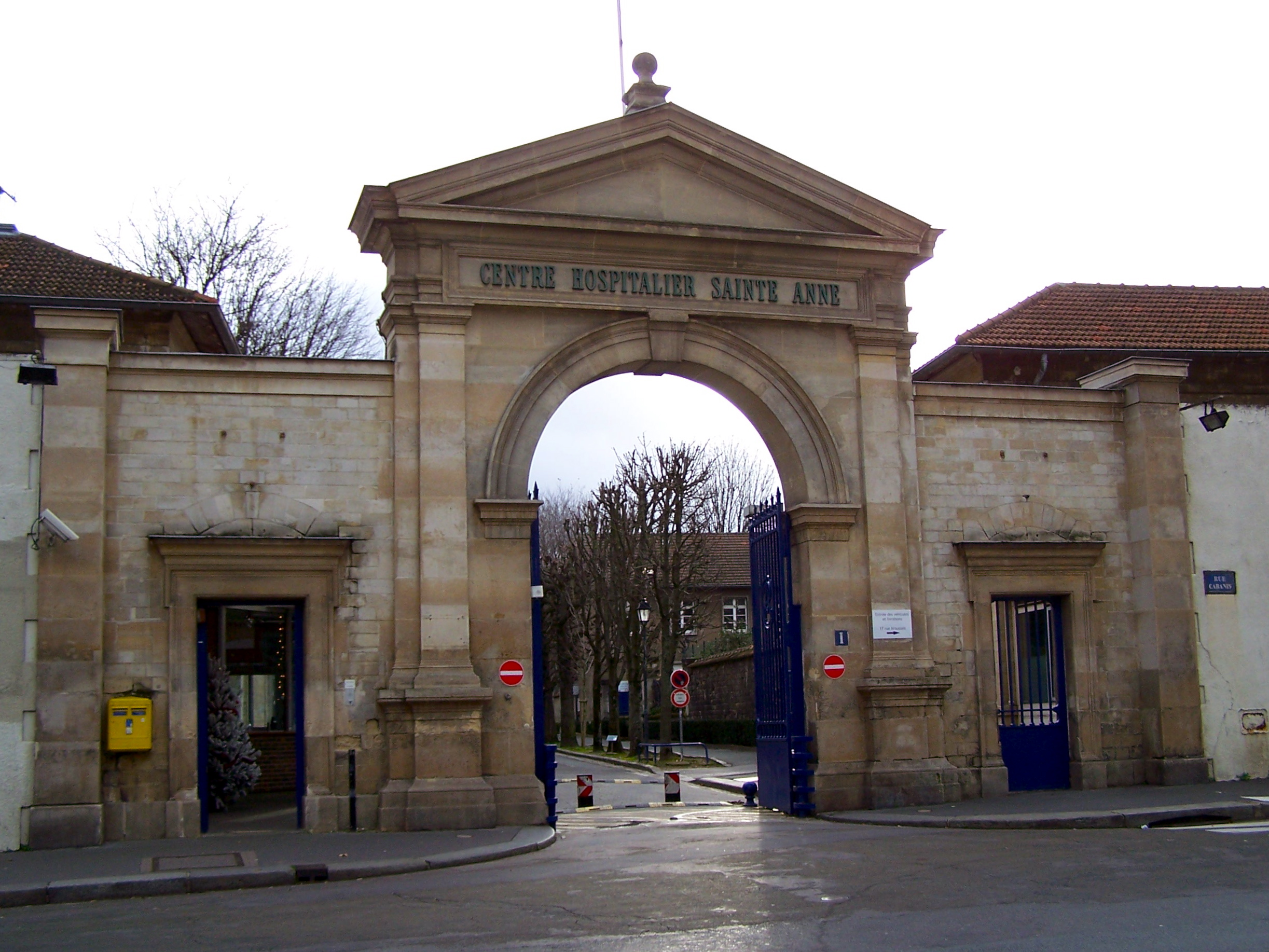
Entrée de l'hôpital Sainte-Anne.